# Rufinus z Assisi
Rufinus z Assisi (italsky Rufino d'Assisi (pozdní 2. století až počátek 3. století? Amasya; † 238 n. l. Costano (místní část města Bastia Umbra, Itálie) byl římský katolický kněz, první biskup diecéze Assisi-Perugia a svatý mučedník. 

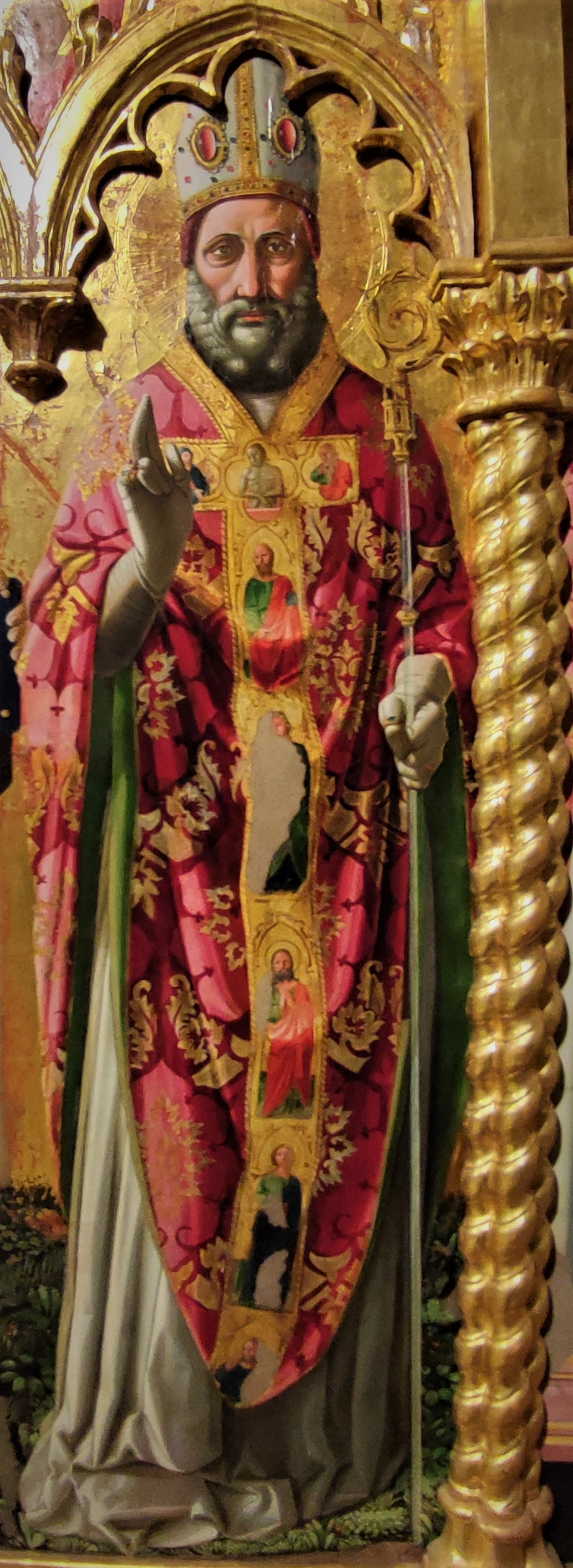
Sv. Rufinus, oltářní polyptych z katedrály v Assisi, Niccolò Alunno (1462)

## Životopis
Jde o historicky doloženou osobnost; dvakrát se o něm zmiňuje již svatý Augustin. Jeho životopis Miracula sancti Rufini episopi sepsal v 11. století teolog Petr Damián. 
Rufinus byl původem Řek z maloasijského Pontu. Byl ženatý a měl syna Caesidia, s nímž vstoupil do křesťanské církve a stal se klerikem, zatímco syn zůstal jáhnem. V rodném Pontu (nyní Amasya v Turecku) se již za působení apoštolů zformovala křesťanská komunita. Tam byl Rufinus vysvěcen na kněze. Pronásledován Římany uprchl do Itálie. Tam založil kostely v Marsice (region Abruzzo), kde zůstal jako duchovní jeho syn, a v Assisi, kde byl zvolen za prvního biskupa. Při pronásledování křesťanů za císaře Maximina Thráka jej prokonzul Aspasius dal roku 238 umučit za misijní a kazatelskou činnost. Nedaleko Assisi v údolí u vesnice Costano jej římští vojáci vhodili do řeky s kamenem uvázaným na provaze kolem krku, a tak se Rufinus utopil.

## Úcta
Svatému Rufinovi jsou zasvěceny především středověké kostely ve střední a severní Itálii. Jeho hrob je z mramorového římského sarkofágu se zlatými lvími hlavami, je vsazen do menzy hlavního oltáře katedrály San Rufino v Assisi. Jako retábl téhož oltáře sloužil pozdně gotický deskový polyptych, dílo Niccola Alunna z roku 1462, který byl po zemětřesení v 19. století odstraněn. Od restaurování je vystaven v Kapitulním muzeu v kryptě katedrály. Další obraz sv. Rufina je například v Pinakotéce v Perugii. Jedním z mála center Rufinova kultu mimo Itálii je francouzský Soissons.

## Ikonografie

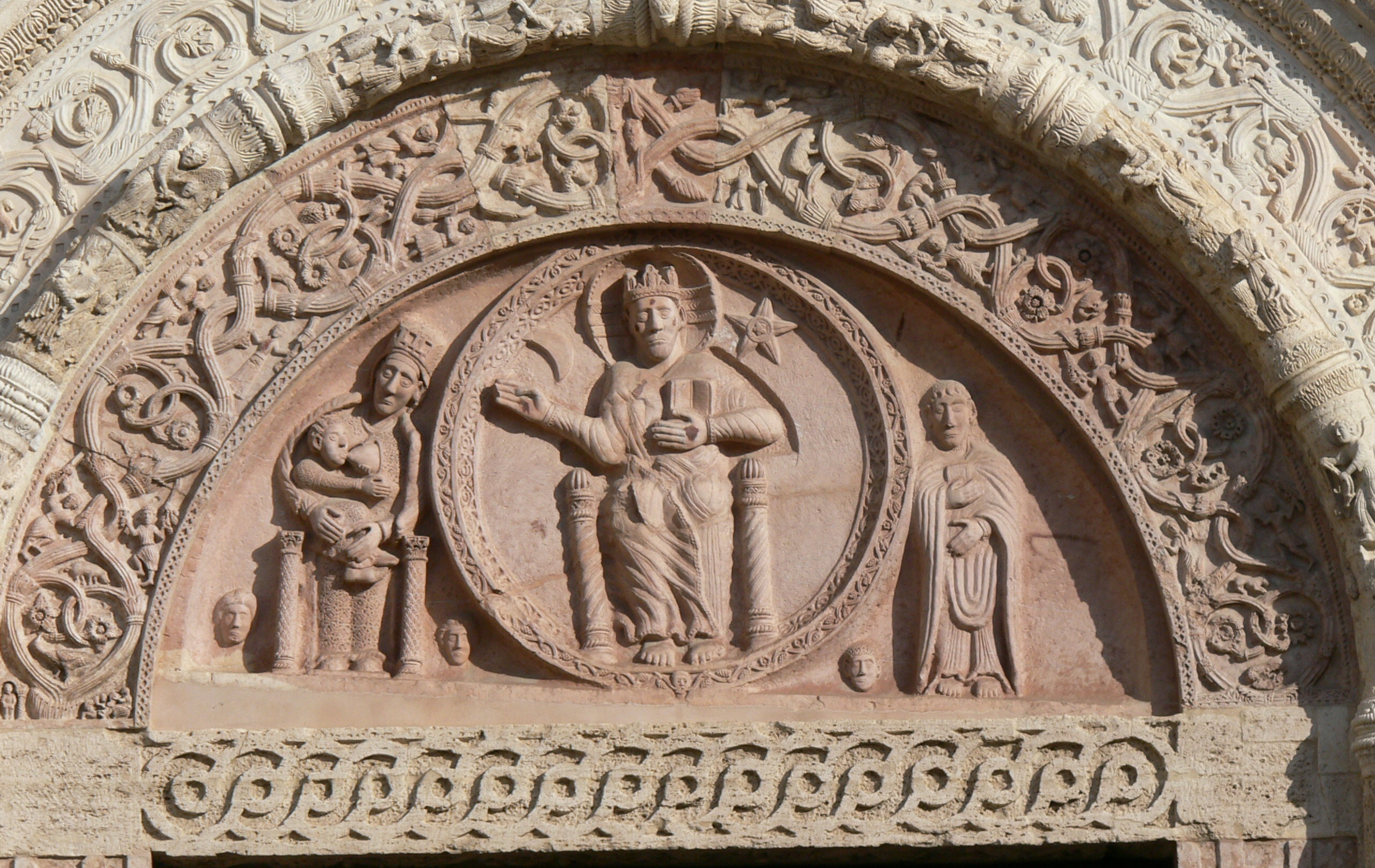
Kristus Vševládce mezi Pannou Marií a sv. Rufinem, 1134, katedrála v Assisi

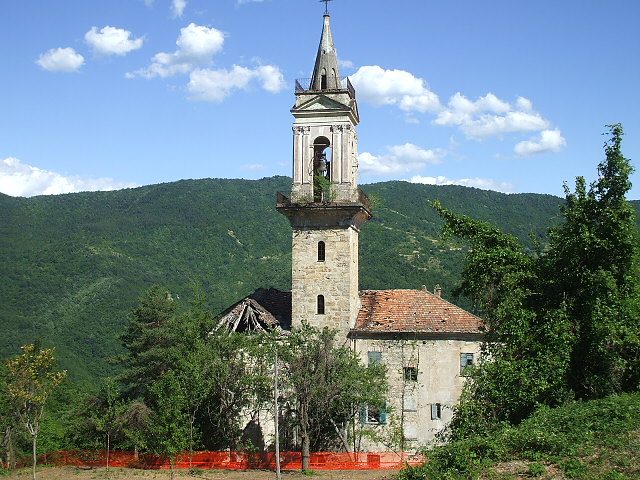
Chrám sv. Ruffina, Mongiardino Ligure, Piemont

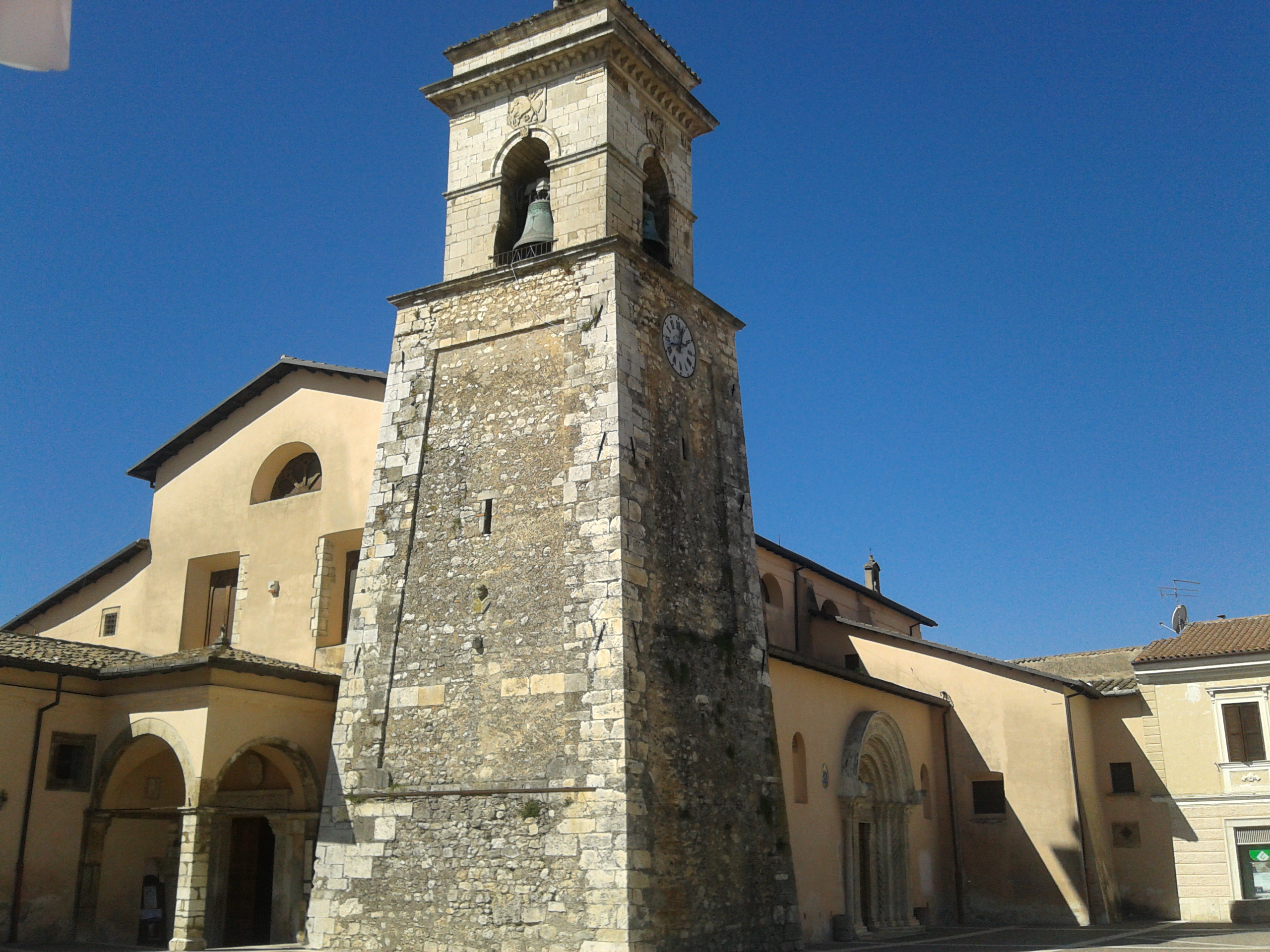
Bazilika sv. Cesidia a Rufina v Trasaccu, Abruzzo

- Sochy: K nejstarším patří reliéf na tympanonu katedrály v Assisi z roku 1134: uprostřed sedí na trůnu Kristus Vševládce, po jeho pravici Panna Marie, nikoliv jako světice, ale jako dobrá matka (bona mater) a po levici stojí sv. Rufinus s knihou. V chóru katedrály je Rufinova socha z bílého mramoru z 19. století od Jeana-Louise Lemoynea nebo jeho syna Jeana-Baptisty; doplňují ji sochy dalších dvou patronů města, sv. Františka a sv. Kláry.
- Malba: Rufinus bývá vyobrazen jako vousatý biskup, frontálně stojící, oděný do červené kasule, s odznaky biskupského úřadu (infule, pallium a berla). Zřídka je zpodoben jako mučedník s kamenem na provaze, ovinutém kolem krku, nebo s palmovou ratolestí v ruce. V gotické deskové malbě i v renesanci bývá vyobrazen ve skupině světců po pravici Panny Marie, v kompozici Sacra conversazione. Vyskytuje se hlavně na obrazech a sochách Umbrijské školy.